# Лухит (река)
Лухит (в среднем течении Теллу; в верховье Краунаон; на территории Китая — Дзаю-Чу и Чаюйлэхэ; кит. 察隅河, англ. Lohit) — река в Тибетском автономном районе Китая а также в северо-восточной части Индии, в штатах Ассам и Аруначал-Прадеш.
Левый приток Брахмапутры. Берёт начало в восточном Тибете, на территории Китая, на высоте 6190 м над уровнем моря. В верхнем течении течёт главным образом в южном и юго-западном направлениях, входя на территорию Индии, протекает недалеко от крайней восточной точки страны. Спускаясь с Тибета, река протекает через холмы Мишми; здесь Лухит принимает такие правые притоки, как Дау, Далай и Тиддинг, а также левый приток Ланг. Выходя с холмов Миши на равнину недалеко от городка Брахма-Кунд, река течёт преимущественно на запад вплоть до впадения в Брахмапутру. Здесь она принимает левые притоки Ноа-Дихинг, Камланг, Табанг и Тенгапани, а также правые притоки Дигару, Бали-Джан и Кундли. В нижнем течении принимает крупный правый приток Дибанг.
Площадь бассейна реки Лухит составляет около 29 487 км². Питание реки в значительной степени ледниковое; важную роль в питании играет также сезон дождей. Территория бассейна характеризуется горами и холмами с крутыми ущельями и глубокими речными долинами. Для реки Лухит характерны значительные уклоны, многочисленные пороги и водопады.
26 мая 2017 года в штате Аруначал-Прадеш был открыт мост «Дхола — Садия» через реку Лухит длиной 9 километров 150 метров, ставший самым длинным в Индии.